# Bec di Nona
Il Bec di Nona (ufficialmente Bec-de-Nonaz) è una montagna delle Alpi Biellesi, alta 2.085 m s.l.m., posta al confine tra Piemonte e Valle d'Aosta, sulla sua cima convergono i territori comunali di Carema (TO), Pont-Saint-Martin (AO) e Perloz (AO). Non va confuso con la quasi omonima Becca di Nona (fr. Pic de Nona - 3.142 m s.l.m.), situata a sud di Aosta.

## Toponimo
Per analogia con altre montagne delle Alpi dal nome simile (Becca di Nona, Rocca di Nona, Pizzo Nona), alle quali gli studi di archeoastronomia attribuiscono il significato di meridiana naturale, il nome deriverebbe dal fatto che all'ora nona il sole, visto dalla sottostante bassa valle del Lys, transita in corrispondenza della cima.
Secondo la pronuncia del patois valdostano, il nome in francese Bec-de-Nonaz va pronunciato omettendo la "z" finale, quindi "nòna", come per molti altri toponimi e cognomi valdostani e delle regioni limitrofe (la Savoia, l'Alta Savoia e il Vallese).

## Descrizione

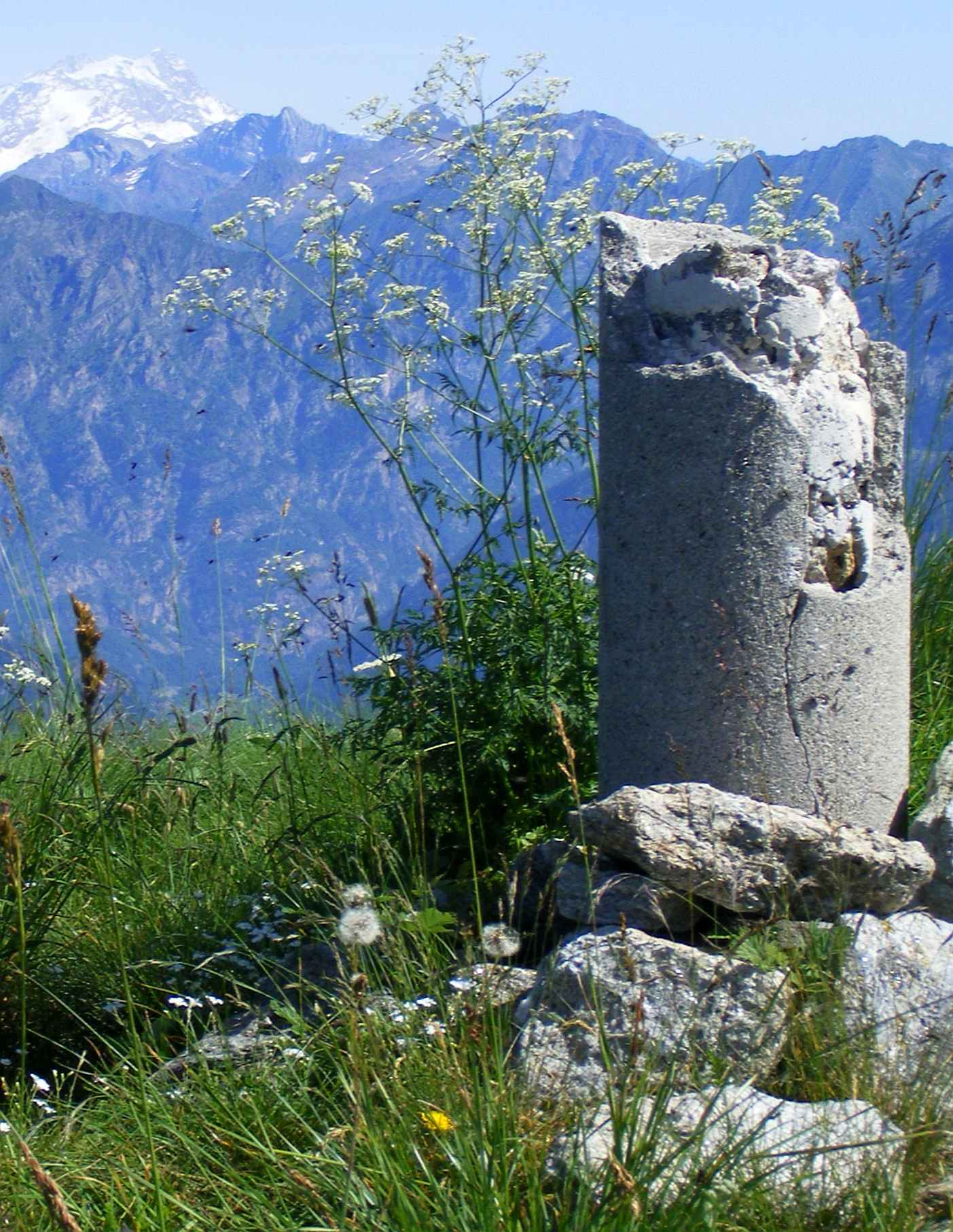
Il pilastrino sulla cima

Il Bec di Nona è il principale risalto della costiera che, staccandosi dallo spartiacque Lys-Elvo in corrispondenza del Mont Roux (2318 m s.l.m.), fa da confine tra il Canavese e la Valle di Gressoney. Verso ovest tale costolone scende sull'abitato di Pont-Saint-Martin dando origine al Mont-Ours (1303 m) e al Mont-Perassone (1798 m), mentre verso sud-est una sella a quota 1983 separa il Bec di Nona dalla vicina Punta di Cressa (2055 m s.l.m.).
Il versante piemontese dalla montagna è drenato dal Torrente Chiussuma, mentre le acque che scendono dal lato valdostano sono raccolte da vari affluenti del Lys, i più importanti dei quali sono i torrenti Rechantier e Verney.
Sul punto culminante, dove sorge un pilastrino in cemento, si trova il punto geodetico trigonometrico dell'IGM denominato Bec di Nona (042083) .
Dalla vetta si ha una vista sul gruppo del Monte Rosa e sulle montagne del Canavese.

## Accesso alla vetta

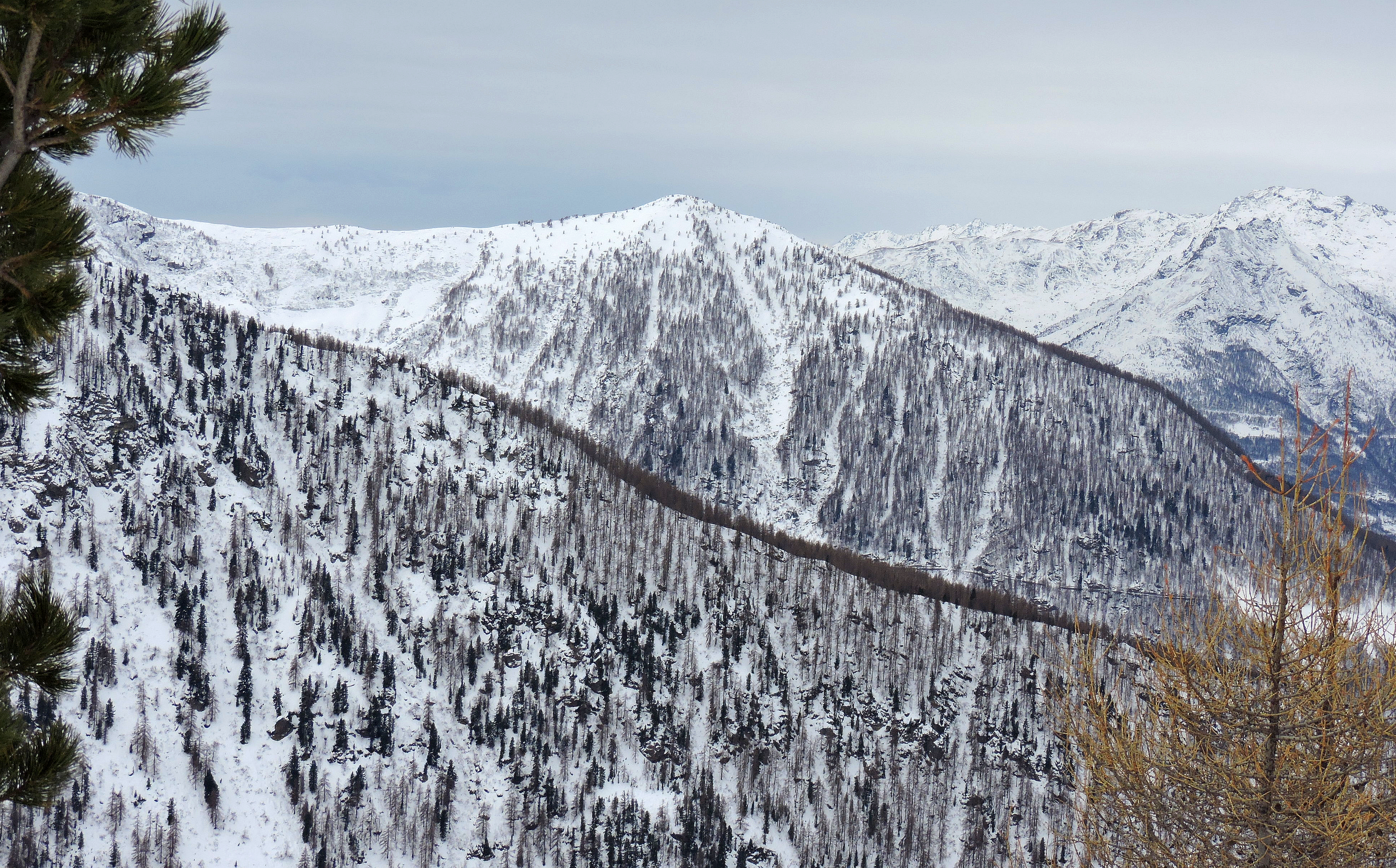
Il versante valdostano dalla punta Leretta.

Una via di accesso escursionistica dal versante canavesano con difficoltà valutata in E parte dalla strada che collega Settimo Vittone a Trovinasse e, dopo avere seguito la GTA a monte di Maletto se ne distacca per raggiungere prima il Col Giassit e poi la vetta per la Punta Cressa e la cresta sud-est.
 
La salita dalla Valle d'Aosta può avvenire da Pont-Saint-Martin o dalla frazione Sainte-Marguerite di Lillianes.
La montagna d'inverno è accessibile con gli sci o con le ciaspole.